# HMG-CoA-Lyase-Mangel
Der HMG-CoA-Lyase-Mangel ist eine sehr seltene angeborene, autosomal rezessiv vererbte Stoffwechselstörung des Leucin-Stoffwechsels mit verminderter Aktivität der Hydroxymethylglutaryl-CoA-Lyase und wird zu den klassischen Organoazidopathien gezählt.
Synonyme sind: 3-Hydroxy-3-Methylglutaryl-CoA-Lyase-Mangel; 3HMG; Hydroxymethylglutarazidurie; englisch 3-hydroxy-3-methylglutaryl-CoA lyase deficiency
Die Erstbeschreibung stammt aus dem Jahre 1976 durch Kym F. Faull und Mitarbeiter.

## Verbreitung
Die Häufigkeit wird mit unter 1 zu 100.000 Lebendgeburten angegeben, bislang wurde über weniger als 100 Betroffene berichtet, hauptsächlich aus Saudi-Arabien, Spanien und Portugal. Die Vererbung erfolgt autosomal-rezessiv.

## Ursache
Der Erkrankung liegen Mutationen im HMGCL-Gen auf Chromosom 1 Genort p36.11 zugrunde, welches für die Hydroxymethylglutaryl-CoA-Lyase kodiert.

## Klinische Erscheinungen
Klinische Kriterien sind:
- Manifestation bereits im ersten Lebensjahr, Neugeborene zu 30 %
- Infektionen oder Fasten führen zu Ereignissen mit Azidose und Hypoglykämie, Hypotonie und Erbrechen

## Diagnose
Die Diagnose erfolgt durch Chromatographie organischer Säuren im Urin und Acyl-Carnitine im Blutplasma. Eine hypoketotische Hypoglykämie gilt als charakteristisch.
In der Magnetresonanztomographie finden sich diffuse Signalveränderungen in der weißen Hirnsubstanz, im Thalamus und den Basalganglien.

## Differentialdiagnose
Abzugrenzen sind:
- Sepsis
- Störungen des Fettsäurestoffwechsels (ICD-10 E71.3)
- andere Organoazidopathien
- Reye-Syndrom